# F.C. TOKYO魂!
F.C. TOKYO魂!は、2011年3月4日から2017年12月30日までTOKYO MXで放送されていた
Jリーグ・FC東京の応援番組である 。

## 概要
FC東京の戦いを、前週の試合ハイライトや今週末の試合展望、選手インタビューなどで紹介していく。
スカパー!のスカチャンでも時差放送されていた(Jリーグクラブ応援番組セレクション枠、契約者特典放送)。
2011年8月19日よりタイトルを「トーキョー魂!」から「F.C. TOKYO魂!」に変更。dule.
2014年4月より、24時間マルチチャンネル編成開始に伴い、サブチャンネル（092ch）にて翌朝に再放送が行われるようになった。その1年後の2015年4月より、本放送も092chに移行し、放送時間も1時間繰り下がることになった。旧来の放送時間帯と同じ時間帯にMX以外の県域独立UHF局でも地元Jリーグチームの応援番組（tvkの「キックオフ!!F・マリノス」や、テレ玉の「Ole! アルディージャ」）が組まれており、それらとの競合を避けるのが理由の一つに上げられる。しかし、tvkは2015年3月より湘南ベルマーレ応援番組「Spirit ベルマーレTV」を金曜23時枠で開始したため、時間移動後もJリーグチーム応援番組との競合状態が続くことになった。

## 番組の終焉とその後
2017年12月8日の番組内で12月末をもって終了することが発表された。
2018年6月14日に阿佐ヶ谷ロフトAで番組終了後初めてメンバーが揃うイベントが行われた。

## 放送時間
いずれもJST。
本放送loffa
- 2011年3月4日 - 2015年3月27日 : 毎週金曜日22:00 - 22:30（TOKYO MX1（091ch））
- 2015年4月3日 - 2017年12月22日 : 毎週金曜日23:00 - 23:30（TOKYO MX2（092ch））
- 2017年12月30日放送の年末スペシャル14:00 -15:00（TOKYO MX1(091ch)）を以って放送終了。

再放送
- 2014年4月5日 - 2017年12月23日 : 毎週土曜日8:00 - 8:30（TOKYO MX2（092ch））※本放送翌日に放送

## 番組終了時点の出演者
- 土屋礼央（RAG FAIR）- MC
- 渡邉一平 - 解説
- ジョナサン・シガー - リポーター 2016年シーズンは原則アウエィゲームが行われた試合の放送週のみ出演。
- ゆってぃ - 『ゆってぃの東京探検隊』というコーナーにて、選手やスタッフとトーク。タイトル変更後はスタジオ出演するようになった。
- アジラッピィ - 2016年4月22日- 2015年に味の素スタジアムでの試合前に青赤横丁で行われた『青赤お笑いグランプリ』優勝者。2016年シーズンは原則ホームゲームが行われた試合の放送週にスタジオ出演。
- 横田真悠 - 2017年3月10日-

## 過去の出演者
- 川内ネネ - 2014年3月7日-2016年4月8日。4月22日の番組冒頭でＭＣの土屋から大学進学による学業専念の為降板するとの発表があった。

## 試合中継とのコラボ
2013年のJリーグにおいての中継では、当番組とコラボレーションの強化を図り「FC TOKYO魂! JリーグLIVE2013」と題し、ホームゲームの中継で、FC東京の応援に特化した内容を展開する。このコラボレーションは、当番組が終了した2017年まで行われた。